# Victor Rousseau Emanuel
Victor Rousseau Emanuel (nascido Avigdor Rousseau Emanuel; janeiro de 1879 - Tarrytown, 6 de abril de 1960) foi um escritor britânico que escreveu romances, séries de jornais, ficção científica e obras de ficção popular. Ele atuou na Grã-Bretanha e nos Estados Unidos durante a primeira metade do século XX.
Durante os primeiros 20 anos de sua carreira, Emanuel escreveu predominantemente sob os pseudônimos Victor Rousseau, HM Egbert e VR Emanuel. Na década de 1930, ele criou apenas ficção popular em seu próprio nome. Ele escreveu histórias atrevidas sob o pseudônimo de Lew Merrill.